# Final Four dell'Eurolega 2017-2018
Le Final Four dell'Eurolega 2017-2018 di hockey su pista si sono disputate presso la Dragão Caixa di Porto in Portogallo dal 12 al 13 maggio 2018.
Vi hanno partecipato le seguenti squadre:
- 1º quarto di finale:  Reus Deportiu
- 2º quarto di finale:  Porto
- 3º quarto di finale:  Barcellona
- 4º quarto di finale:  Sporting CP

I vincitori, gli spagnoli del Barcellona al ventiduesimo successo nella manifestazione e la finalista del torneo, il Porto, hanno ottenuto il diritto di giocare contro i vincitori e i finalisti della Coppa CERS 2017-2018, rispettivamente gli spagnoli del Lleida e i portoghesi del Barcelos, nella Coppa Continentale 2018-2019.

## Tabellone
|  | Semifinali    | Semifinali    | Semifinali |       |            | Finale     | Finale | Finale |  |
|  |               |               |            |       |            |            |        |        |  |
|  | Reus Deportiu | Reus Deportiu | 2          |       |            |            |        |        |  |
|  | Reus Deportiu | Reus Deportiu | 2          |       |            |            |        |        |  |
|  | Barcellona    | Barcellona    | 4          |       |            |            |        |        |  |
|  | Barcellona    | Barcellona    | 4          |       | Barcellona | Barcellona | 4      |        |  |
|  |               |               |            |       | Barcellona | Barcellona | 4      |        |  |
|  |               |               | Porto      | Porto | 2          |            |        |        |  |
|  | Porto         | Porto         | Porto      | Porto | 2          | 5          |        |        |  |
|  | Porto         | Porto         |            |       |            |            |        |        |  |
|  | Sporting CP   | Sporting CP   | 2          |       |            |            |        |        |  |

## Risultati

### Semifinali
| Arbitri: | Alberto Lopez Oscar Valverde |

|                                                          |           |                     |
| Baliu 7'57" 44'09" Nunes 8'46" Alves 11'43" Costa 44'36" | Marcatori | 21'31" 47'02" Pérez |

| Arbitri: | Joaquim Pinto Paulo Rainha |

|                    |           |                                                             |
| Marin 3'25" 33'31" | Marcatori | 1'57" Bargalló 20'03" Ordóñez 21'13" Álvarez 43'18" Barroso |

### Finale
| Arbitri: | Alessandro Eccelsi Filippo Fronte |

|                                                      |           |                           |
| Ordóñez 11'54" Álvarez 26'10" Bargalló 31'36" 48'35" | Marcatori | 32'47" Alves 35'49" Nunes |

| Barcellona     |    |                    |
|                |    |                    |
| P              | 1  | Aitor Egurrola     |
| E              | 2  | Alejandro Joseph   |
| E              | 4  | Matías Pascual     |
| E              | 5  | Lucas Ordóñez      |
| E              | 7  | Pablo Álvarez Vera |
| E              | 8  | Pau Bargalló       |
| E              | 9  | Sergi Panadero     |
| P              | 10 | Sergi Fernández    |
| E              | 26 | Xavi Barroso       |
| E              | 33 | Ignacio Alabart    |
| Allenatore:    |    |                    |
| Eduardo Castro |    |                    |

| Porto             |    |                        |
|                   |    |                        |
| P                 | 1  | Carles Grau            |
| E                 | 5  | Telmo Pinto            |
| E                 | 8  | Antoni Baliu           |
| E                 | 9  | Rafael Costa           |
| P                 | 10 | Nelso Magalhaes        |
| E                 | 15 | Jorge Silva            |
| E                 | 57 | Reinaldo García Mallea |
| E                 | 47 | Alvaro Morais          |
| E                 | 77 | Gonçalo Alves          |
| E                 | 78 | Hélder Nunes           |
| Allenatore:       |    |                        |
| Guillem Cabestany |    |                        |